# Artaxias I da Ibéria
Artaxias I, da dinastia artaxíada, foi um rei (mefe) do Reino da Ibéria de 90 a 78 a.C.. 

## Nome
Artaxes (Αρτάξης, Artáxēs), Adeser (Αδεσήρ, Adesēr), Artaxer (Αρταξηρ, Artaxḗr), Artaxares (Αρταξάρης, Artaxárēs), Artaser (Αρτασήρ, Artasḗr), Artasires (Αρτασείρης, Artaseírēs), Artaxas (Αρτάξας, Artáxas) e Artaxias (Αρταξίας, Artaxías) são as formas gregas do parta e persa médio Ardaxir ou Artaxir (𐭠𐭥𐭲𐭧𐭱𐭲𐭥, Ardaxšīr ou Artaxšīr) e do armênio Artaxir (Արտաշիր, Artašir) e Artaxes (Արտաշէս, Artašēs; surgido da forma não atestada *Artašas). Esses nomes derivam do persa antigo Artaxaça (𐎠𐎼𐎫𐎧𐏁𐏂𐎠, Artaxšaçā) ou o iraniano antigo Artaxatra (*R̥ta-xš-ira-), que significa "cujo reinado é através da verdade". Sua grafia em persa antigo também foi helenizada e latinizada como Artaxerxes (Αρταξέρξης, Artaxérxēs).

## Vida
Artaxias é conhecido exclusivamente pelas crônicas georgianas da Idade Média que dão seu nome como Ársaces / Arxaque (em georgiano: არშაკი). Filho do rei da Armênia, supostamente de Artavasdes I (r. 161–123 a.C.), foi empossado após a revolta dos nobres contra o rei ibérico Farnajom da dinastia farnabázida. Os rebeldes justificaram a sua escolha enfatizando que era casado com uma princesa farnabázida, provavelmente irmã de Farnajom. O relato de seu reinado é curto, afirmando apenas que transcorreu sem grandes problemas e que fortificou ainda mais a cidade de Tsunda, em Javaquécia.